# Jesús Muñoz Calonge
Jesús Muñoz (Mota del Cuervo, 1 de gener de 1976) és un exfutbolista castellanomanxec, que jugà de migcampista. Va ser internacional en categories inferiors per la selecció espanyola.

## Trajectòria
Es va formar als equips inferiors de l'Albacete Balompié. Amb el conjunt juvenil va guanyar la Copa del Rei de la categoria. La temporada 95/96 arriba al primer equip, en la qual va jugar fins a 35 partits. Eixe any l'Albacete baixa a Segona Divisió.
En la categoria d'argent, Jesús seria una de les peces clau dels manxecs fins al 2001, jugant més de 150 partits. Va destacar la 00/01, en la qual marcaria sis gols en 42 partits. L'estiu del 2001 marxa a l'Atlètic de Madrid. Eixa temporada els matalassers pugen a primera divisió, tot i que Jesús no hi compta massa.
La temporada 02/03 ascendria de nou a la màxima categoria, aquesta vegada amb el Reial Saragossa. Si bé va jugar més que a Madrid, va ser un jugador de refresc. Amb els aragonesos continuaria una temporada més a Primera, en la qual tan sols hi disputaria 5 partits.
Recupera la titularitat a les files del Terrassa FC, a la campanya 04/05, però en aquest cas, els catalans baixen a Segona B. El castellanomanxec s'incorpora llavors al Deportivo de La Corunya. A l'equip gallec, la seua contribució es redueix a 16 minuts.
Després del mal pas a La Corunya, deixa el futbol d'elit i baixa a la Tercera Divisió, a les files de l'Alcalá de Henares, per a recalar al CP Villarrobledo la temporada 07/08.